# 樋口时彦
樋口时彦（1941年6月10日—），神奈川县出身，是一名日本前排球运动员，毕业于法政大学。他在1964年夏季奥林匹克运动会中，参加了男子排球比赛并获得铜牌。